# Antiora ampla
Antiora ampla är en fjärilsart som beskrevs av Felder 1874. Antiora ampla ingår i släktet Antiora och familjen tandspinnare. Inga underarter finns listade i Catalogue of Life.